# Condado de Hancock (Ohio)
El condado de Hancock es uno de los 88 condados del Estado estadounidense de Ohio. La sede del condado es Findlay, y su mayor ciudad es Findlay. El condado posee un área de 1.382 km² (los cuales 6 km² están cubiertos por agua), la población de 71.295 habitantes, y una densidad de población es de 52 hab/km² (según censo nacional de 2000). Este condado fue fundado el 12 de febrero de 1820.